# Faroa
Faroa es un género de plantas con flores perteneciente a la familia Gentianaceae.  Comprende 27 especies descritas y de estas, solo 19 aceptadas.

## Taxonomía
El género fue descrito por  Friedrich Welwitsch y publicado en Transactions of the Linnean Society of London 27: 45. 1869.

## Especies seleccionadas
- Faroa acaulis
- Faroa acuminata
- Faroa affinis
- Faroa alata
- Faroa amara
- Faroa axillaris
- Faroa boehmii